# Kentwood (Michigan)
Kentwood – miasto w Stanach Zjednoczonych, w stanie Michigan, w hrabstwie Kent.